# Вулиця Бориса Матюшенка
Ву́лиця Бориса Матюшенка — вулиця в Голосіївському районі міста Києва, місцевість Віта-Литовська. Пролягає від Лісоводної вулиці до Столичного шосе.

## Історія
Вулиця виникла у 2010-х роках під проектною назвою Проектна 12981. Сучасна назва на честь українського громадського і політичного діяча Бориса Матюшенка — з 2017 року.